# همه شخصیت‌ها خیالی هستند
همه شخصیت‌ها خیالی هستند (به بنگالی: সব চরিত্র কাল্পনিক) و (به انگلیسی: All Characters are Imaginary) فیلمی هندی محصول سال ۲۰۰۹ و به کارگردانی ریتوپارنو گوش است. در این فیلم بازیگرانی همچون پروسنجیت چاترجی، بیپاشا باسو، جیشو سنگوپتا و پائولی دام ایفای نقش کرده‌اند.